# Мурзагалімов Газіс Габідулович
Газіс Габідулович Мурзагалімов (15 серпня 1923 — 11 червня 1990) — командир гармати 75-го винищувально-протитанкового артилерійського полку (1-й механізований корпус, 37-а армія, Степовий фронт), молодший сержант. Герой Радянського Союзу (1944).

## Біографія
Газіс Габідулович Мурзагалімов народився 15 серпня 1923 року в селі Накаєво Аргаяського кантону Башкирської АРСР (нині Аргаяшського району Челябінської області).
Башкир. Освіта початкова. Член КПРС з 1946 року.
Призваний в Червону армію у травні 1942 року. З цього ж року на фронті Другої світової війни.
Молодший сержант Г.Г. Мурзагалімов здійснив подвиг 17 серпня 1943 року в бою біля селища Польова Дергачівського району Харківської області.
Після війни Г.Г. Мурзагалімов до 1973 року працював ливарником на заводі в місті Самарканді. Потім жив у місті Челябінську, де працював у ливарному цеху Челябінського тракторного заводу.
Помер 11 червня 1990 року. Похований у селі Дербишево Челябінської області.

## Подвиг
«Командир гармати 75-го винищувально-протитанкового артилерійського полку (1-й механізований корпус, 37-а армія, Степовий фронт) кандидат у члени ВКП(б) молодший сержант Газіс Мурзагалімов 17 серпня 1943 року в бою біля селища міського типу Польова Дергачівського району Харківської області артилерійським вогнем розсіяв наступаючого противника. 2 жовтня 1943 року, форсувавши річку Дніпро в районі села Мишурин Ріг Верхньодніпровського району Дніпропетровської області, відважний артилерист відбив контратаку піхоти і дванадцяти танків противника, знищивши ворожий танк».
Указом Президії Верховної Ради СРСР від 22 лютого 1944 року за зразкове виконання бойових завдань командування і проявлені при цьому геройство і мужність молодшому сержанту Мурзагалімову Газісу Габідуловичу присвоєно звання Героя Радянського Союзу з врученням ордена Леніна і медалі «Золота Зірка» (№ 2745).

## Нагороди
- Медаль «Золота Зірка» Героя Радянського Союзу (22.02.1944).
- Орден Леніна (22.02.1944).
- Орден Вітчизняної війни I ступеня (06.04.1985).
- Орден Червоної Зірки (29.08.1943).

## Пам'ять
Ім'я Героя в Аргаяшському районі Челябінської області носять вулиця в селі Ілімбетово і Дербишевська школа. В місті Челябінську, на будівлі, де з 1982 по 1990 роки жив Герой, йому встановлена меморіальна дошка.